# Москальов Олексій Михайлович
Олексій Михайлович Москальов (1870 — ?) — радянський діяч, слюсар депо залізничної станції Харків. Член Центральної контрольної комісії ВКП(б) у травні 1924 — грудні 1927 року. Член ВЦВК.

## Біографія
Працював робітником на залізниці.
Член РСДРП(б) з лютого 1917 року.
У 1920-х роках працював слюсарем депо залізничної станції Харків. Обирався членом бюро партійного осередку, місцевого комітету профспілок, членом бюро осередку МОДР.
Подальша доля невідома.